# Psychoda elegans
Psychoda elegans är en tvåvingeart som beskrevs av Kincaid 1897. Psychoda elegans ingår i släktet Psychoda och familjen fjärilsmyggor.
Artens utbredningsområde är Utah. Inga underarter finns listade i Catalogue of Life.